# Hipogèusia
La hipogeusia és una capacitat reduïda de tastar coses (per tastar substàncies dolces, amarges, amarges o salades). La manca completa de gust es denomina ageusia. Entre les causes de la hipogèusia hi ha la quimioteràpia amb bleomicina, un antibiòtic antitumoral, així com la deficiència de zinc.